# Новиков, Александр Васильевич (учёный)
Алекса́ндр Васи́льевич Но́виков (1936 — 5 октября 2022, Москва) — советский и российский философ, педагог, доктор философских наук, профессор, ректор Всероссийского государственного института кинематографии (1987—2007), Заслуженный деятель искусств Российской Федерации (1995).

## Биография
Родился в 1936 году. В 1959 году окончил историко-филологический факультет Ростовского государственного университета, в 1965 году — аспирантуру Московского государственного университета им. М. В. Ломоносова (кафедра эстетики философского факультета), защитив диссертацию на соискание учёной степени кандидата философских наук на тему «Критика эстетических идей Анри Бергсона».
С 1967 года преподавал во Всесоюзном государственном институте кинематографии. В 1972 году стал проректором ВГИКа по научной и творческой работе. В 1984 году защитил диссертацию на соискание учёной степени доктора философских наук на тему «Эволюция эстетики натурализма».
С 1987 по 2007 год — ректор ВГИКа.
Заведовал кафедрой эстетики, истории и теории культуры. Был председателем диссертационного совета при ВГИКе, входил в состав совета по защите диссертаций на соискание учёной степени доктора философских наук при Институте философии Российской Академии наук. Подготовил 30 кандидатов наук по киноведению и эстетике, некоторые из них стали докторами искусствоведения.
Был членом Совета по государственной культурной политике при Председателе Совета Федерации Федерального Собрания Российской Федерации.
Член Национальной академии кинематографических искусств и наук России, Российской академии кинематографических искусств «Ника».
Неоднократно входил в состав жюри российских и международных кинофестивалей.
Опубликовал ряд работ по эстетике, художественной культуре, теории кино.
5 октября 2022 года покончил с собой в Москве.

## Награды и звания
- орден «За заслуги перед Отечеством» IV степени (21 мая 2007 года) — за большой вклад в развитие отечественного кинематографа и многолетнюю плодотворную научно-педагогическую деятельность[6].
- орден Почёта (30 августа 1999 года) — за большой вклад в развитие киноискусства[7].
- Заслуженный деятель искусств Российской Федерации (27 января 1995 года) — за заслуги в области искусства[8].
- Кавалер ордена Академических пальм (2002, Франция)[источник не указан 1017 дней].
- Офицер ордена Заслуг перед Республикой Польша (14 августа 2003 года, Польша)[9].
- Нагрудный знак «За заслуги перед польской культурой» (1979, Польша)[источник не указан 1017 дней].
- Награждён золотой медалью Института европейской интеграции Европейской комиссии За полезные обществу труды (2003), призом имени Л. В. Кулешова и А. С. Хохловой За вклад в кинообразование (1999) и другими наградами[источник не указан 1017 дней].